# Брилевичи
Брилевичи (бел. Брылевічы; строительное название — Дружба, впоследствии от него отказались) — новый микрорайон города Минска (Беларусь) в составе Московского района.

## История строительства
Застройку этого микрорайона начали осенью 2006 года на свободной территории, ограниченной проспектом Дзержинского, Минской кольцевой автодорогой, железнодорожной линией Минск — Брест и участком Лошицкой водно-зелёной системы, по другую сторону которой — деревня Дружба (в итоге дала имя новому жилому комплексу между Брилевичами и Студенческой Деревней, микрорайон же получил другое название Брилевичи летом 2007 года).
В 2008 году при заселении жители обращались с просьбой пересмотреть близкое размещение АЗС (на 24-м километре МКАД, включена в перечень социально гарантированных объектов для обслуживания населения). В 2008 году строительство АЗС под окнами жилых домов было решено перенести, но в 2010 году городские власти строительство разрешили.
Брилевичи будут первым жилым районом Минска, в котором будет создано единое коммуникационное пространство для инвалидов-колясочников и физически ослабленных лиц.
Здесь были построены дошкольные учреждения: в 2011 и в 2012 годах.
С 2007 по 2011 год были сданы дома 1-й очереди, в которые заселилось около 25 тысяч человек.
К 2015 году постройка была в целом завершена.
В январе 2025 года микрорайон перевели на артезианскую воду.

## Объёмно-пространственная структура
Территория: естественный тальвег, проходящий через середину проектируемого участка, членит его территорию на три части. Основной общественный центр района размещен в центре жилой застройки, органично вплетаясь в ландшафтно-рекреационную зону (проходит по тальвегу через центр застройки и вливается в Лошицкую водно-зелёную систему). С юга район ограничивает Минская кольцевая автомобильная дорога, с юго-востока — зона железнодорожной линии Минск — Брест, с севера — Лошицкая водно-зелёная система, с северо-запада — проспект Дзержинского.
Планировочным каркасом Минска проектируемый участок размещён на планировочной оси первого порядка. Это зона интенсивного градостроительного использования для размещения преимущественно высокоплотной жилой застройки и смешанной застройки с глубиной освоения 400—1000 м от красной линии.

## Кварталы микрорайона
По часовой стрелке, начиная с юга:
- Брилевичи-1
- Брилевичи-2
- Брилевичи-3

## Улично-дорожная сеть
- Проспект Дзержинского (проходит между Брилевичами и Малиновкой)
- Улица Яна Чечота (продолжение улицы Есенина в микрорайоне Малиновка; проходит через центр микрорайона Брилевичи)
- Улица Наполеона Орды
- Улица Ежи Гедройца (продолжение улицы Космонавтов в микрорайоне Малиновка)
- Улица Каролинская
- Улица Некрашевича

## Социальная инфраструктура

### Образование

#### Детские сады
- Ясли-сад № 170 (ул. Наполеона Орды, 7) — Брилевичи-1
- Ясли-сад № 176 (ул. Яна Чечота, 34) — Брилевичи-1
- Ясли-сад № 264 (ул. Яна Чечота, 8) — Брилевичи-2
- Ясли-сад № 115 (ул. Наполеона Орды, 43) — Брилевичи-3
- Ясли-сад № 575 (ул. Каролинская, 12) — Брилевичи-3

#### Школы
- Средняя школа № 204 (ул. Яна Чечота, 18) — Брилевичи-1
- Средняя школа № 25 (ул. Яна Чечота, 20) — Брилевичи-1
- Средняя школа № 9 им. В. И. Щербацевича (ул. Ежи Гедройца, 20) — Брилевичи-2

### Культура
- Библиотека № 22 (ул. Яна Чечота, 23) — Брилевичи-3
- Православный храм Сергия Радонежского (ул. Каролинская, 7) — между Брилевичами-2 и Брилевичами-3

### Медицина
- 39-я городская клиническая поликлиника (ул. Каролинская, 3) — Брилевичи-2
- 6-я городская детская клиническая поликлиника (ул. Яна Чечота, 2а) — Брилевичи-1

### Спорт
- Бассейн «Дружба» (ул. Каролинская, 1)

## Транспортная система
В микрорайоне Брилевичи вблизи квартала Брилевичи-1 по улице Наполеона Орды расположена небольшая конечная автобусов «Разворотное кольцо Брилевичи».
Автобусы:
- 6 — ДС «Дружная» — Брилевичи
- 28 — ДС «Серова» — Масюковщина
- 30с — Корженевского — Красный Бор
- 96 – ДС «Малиновка-4» – Филиал БГУ
- 97 — ДС «Серова» — Малиновка-8
- 103 — ДС «Малиновка 4» — ДС «Юго-Запад»
- 104 — ДС «Малиновка-4» — Сеница
- 114с — ДС «Чижовка» — Авторынок (кроме понедельника)
- 134с — ДС «Чижовка» — ДС «Малиновка-4» (по понедельникам)
- 144с — ДС «Кунцевщина» — ДС «Курасовщина» (по будням в часы «пик»)
- 147 — ДС «Малиновка-4» — Брилевичи
- 150 — Озерцо — Брилевичи
- Специальный бесплатный маршрут «Евроопт — Дружба» к гипермаркету «Евроопт» на улице Монтажников в промышленном узле «Западный».

Троллейбусы:
- 10 — ДС «Веснянка» — ДС «Малиновка-4»
- 25 — ДС «Кунцевщина» — ДС «Малиновка-4»

Маршрутные такси:
- 1130 — ДС «Серова» — ТЦ «Ждановичи»
- 1230 — ДС «Серова» — ТЦ «Ждановичи»
- 1259 — ТЦ «Ждановичи» — Минскрыбпром

Метро — Московская линия — станция «Малиновка»
На железнодорожной линии Минск — Брест вблизи микрорайона размещены остановочные пункты пригородных электропоездов «Курасовщина» и «Роща».